# Aika Hakoyama
Aika Hakoyama (箱山 愛香?, Hakoyama Aika; Nagano, 27 luglio 1991) è una sincronetta giapponese, vincitrice della medaglia di bronzo nella gara a squadre a Rio de Janeiro 2016.
Precedentemente era stata convocata anche per la gara a squadre anche in occasione dei Giochi di Londra 2012, dove si era classificata quinta.
In carriera vanta anche tre bronzi mondiali, quattro argenti ai Giochi asiatici e due argenti alle Universiadi.

## Palmarès
- Giochi olimpici

Rio de Janeiro 2016: bronzo nella gara a squadre.
- Mondiali

Kazan 2015: bronzo nella gara a squadre (programma libero), nella gara a squadre (programma tecnico) e nel libero combinato.
- Giochi asiatici

Canton 2010: argento nella gara a squadre e nel libero combinato.
Incheon 2014: argento nella gara a squadre e nel libero combinato.
- Universiadi

Kazan 2013: argento nel singolo, nel duo e nel libero combinato.